# Marija Ilieva
Maria Ilieva es una de las cantantes Pop y actrices más conocidas y laureadas de Bulgaria. Juez en la primera edición de Factor X Bulgaria.

## Biografía
Maria Ilieva nace el 1 de diciembre de 1977 en la ciudad de Veliko Tarnovo. Es hija de Krasimir Iliev, gaitero de la orquesta sinfónica tradicional de Sofía y de Vanya Moneva, directora de orquesta y fundadora del coro "Kosmicheski Glasove ot Balgaria" (Las voces cósmicas de Bulgaria). Con solamente cinco años, Maria ya comenzó a tener los primeros contactos con el mundo musical, siendo elegida como una de las cantantes para el coro de su escuela en su ciudad natal, dos años más tarde la joven se mudó a la capital búlgara, donde estuvo matriculada en una escuela artística, donde estuvo durante dos años.
Al llegar la adolescencia, tras superar exitosamente la enseñanza secundaria, se matricula en la Universidad de Ciencias económicas nacionales e internacionales de Sofía. Estuvo compaginando su vida académica con su carrera como cantante, ya que durante un año Maria formó parte del grupo Visoko, cuyo primer y único sencillo titulado "Samo za teb" (SOlo para ti), llegó al número uno de la lista de singles de Bulgaria llegando a ser tan popular que incluso la CGTV (Televisión Nacional de Montenegro), en el año 2000, quiso invitar al grupo a participar en el festival de Suncane Skale, prestigioso festival musical en todos los balcanes.
Tras este éxito repentino, el grupo se separó y Maria, inició su carrera en solitario, firmando un contrato discográfico con el antaño exitoso sello BMK, con el cual publica su primer álbum, que fue titulado como "Lunen sân" (Sueño lunar), que tuvo un gran éxito en Bulgaria y cuyos singles más conocidos son: "Nishto" (Nada), "All right" y "Stereo staya" (Stereo Cuarto), sencillo que da título a este álbum.
El año siguiente, con la misma discográfica, la cantante publica un segundo álbum, cuyo éxito llegó incluso a superar al anterior, éxito gracias la cual Maria es galardonada con el premio MM TV a la mejor intérprete del año 2002, siendo el segundo premio que recibe de esta emisora, ya que el año anterior había ganado el premio al mejor debut y al mejor álbum. Desde entonces, en adelante, la cantante, se convirtió en imagen de muchas campañas publicitarias de productos cosméticos y productos de belleza como Pantene por V.
El año 2004, comenzó con la publicación de "What does it take", que sería el primer adelanto de su nuevo álbum, que no se publicaría hasta el año 2006, debido a que durante todo ese tiempo, la cantante, creó su propia discográfica. Idavam kâm teb, (Vengo hacia ti), fue el título que recibió el nuevo trabajo.

## Discografía

### Álbumes
- Stereo staja 2001
- Lunen san 2002
- Idavam kam teb 2006

### Singles
- Stereo Staya
- Nishto
- All right
- Lunen San
- What does it take
- Idavam kam teb
- I Like

## Premios
- 2007: Mejor intérprete - Premios BG Radio
- 2006: Mujer del año - Revista Grazija & Avon
- 2005: Mejor intérprete - Premios BG Radio
- 2004: Mejor intérprete - Melo TV Manija
- 2004: Mejor intérprete - Premios MM TV
- 2004: Mejor intérprete - Revista Rithm Magazine
- 2002 y 2003: Mejor debut y Mejor álbum

## Apariciones en películas
- 2005: Undisputed
- 2004: Submerged
- 2004: The Mechanic
- 2004: Locust
- 2002: Emigrants